# Ташкентська область
Ташке́нтський вілоя́т (Ташке́нтська о́бласть) (вілоя́т, узб. Toshkent viloyati, Тошкент вілояті) — адміністративна одиниця-область (вілоят) у складі Узбекистану. Обласний центр — місто Нурафшан (з 24 серпня 2017 року, до цього Ташкентська область не мала адміністративного центру, де-факто керувалася безпосередньо Ташкентом). Станом на 2011 рік населення областi становило 2644400 осіб.

## Географія
Площа області становить — 15,3 тис. км ².
Ташкентська область розташована в північно-східній частині Узбекистану між західною частиною гір Тянь-Шаню та річкою Сирдар'я. Область межує на півночі і північному заході з Казахстаном, на північному сході межує з Киргизстаном, на сході з Наманганською областю Узбекистана, на півдні — з Таджикистаном, на південному заході — з Сирдар'їнською областю. 
- Центр: м. Ташкент (населення 2,9 млн чол.)
- Територія: 15, 6 тис. км².
- Населення: 4 450,0 тис. чол., середня щільність 147 чоловік на квадратний кілометр.
- Автомобільний код: 11 — дійсний до 01.01.2011; 10 — дійсний для нових автомобільних номерів.
- Місто республіканського підпорядкування: Ташкент.
- Міста обласного підпорядкування: Алмалик, Ангрен, Ахангаран, Бекабад, Чирчик, Янгіюль.
- Міст районного підпорядкування: Аккурган, Бука, Газалкент, Дустонобод, Келес, Паркент, Пскент, Тойтепа, Чіназ, Янгіабад.

Область розділена на 15 адміністративних районів. В області також 13 маленьких міст і безліч селищ. Надра багаті міддю, бурим вугіллям, молібденом, цинком, золотом, сріблом, рідкісноземельними металами та ін.
Велика частина території Ташкентської області — передгірська рівнина, на півночі і північному заході — хребти Західного Тянь-Шаню висотою до 4299 м. 
Головна річка — Сирдар'я з притокою Чирчик, є Чарвацьке водосховище. У Ташкентській області знаходиться Чирчик-Бозсуйський каскад ГЕС і знаходиться Чаткальський заповідник.

## Клімат
Клімат різко континентальний, посушливий. Середня температура січня -1 ° C, липня +26 ° C. Опадів близько 300 мм на рік. Головна річка Сирдар'я (з притокою Чирчик), Чарвацьке водосховище. Ґрунти в основному сіроземні. Велика частина території розорана; по берегах річок — Тугай; в горах — субальпійські і альпійські луки. У Ташкентської області знаходиться Чаткальський заповідник.

## Історія
Область утворена 15 січня 1938 року у складі Узбецької РСР. У 1950-1951 роках Першим секретарем обласного комітету ВКП(б) був Н. А. Мухітдінов. До 20 липня 2017 року адміністративним центром області було місто Ташкент.

## Населення
На офіційному сайті Комітету з міжнаціональних відносин та дружніх зв'язків із зарубіжними країнами при Кабінеті міністрів Республіки Узбекистан опубліковано такі відомості про чисельність національних меншин у Ташкентській області на 1 січня 2017 року: 
- казахи – 46 734 чол.

- корейці - 60893 чол.

- українці - 29 720 чол.

## Склад області
Область ділиться на 14 районів (туманів), вказана чисельність населення станом на 1 квітня 2016:
| Район                  | Населення, чол | Центр     |
| ---------------------- | -------------- | --------- |
| Аккурганський район    | 98 400         | Аккурган  |
| Ахангаранський район   | 125 800        | Ахангаран |
| Бекабадський район     | 146 500        | Зафар     |
| Бостанлицький район    | 162 100        | Газалкент |
| Букинський район       | 117 400        | Бука      |
| Кибрайський район      | 188 800        | Кибрай    |
| Куйичирчикський район  | 101 700        | Дустабад  |
| Паркентський район     | 143 000        | Паркент   |
| Пскентський район      | 95 400         | Пскент    |
| Зангіатинський район   | 368 100        | Келес     |
| Уртачирчицький район   | 182 700        | Нурафшон  |
| Чиназький район        | 124 500        | Чиназ     |
| Юкоричирчикський район | 125 200        | Янгибазар |
| Янгіюльський район     | 253 700        | Янгіюль   |

Основні населені пункти:
- Авангард —  селище міського типу

- Ангрен — місто
- Алмалик — місто
- Алмазар — селище міського типу
- Аккурган — місто
- Акташ — селище
- Ахангаран — місто
- Бекабад — місто
- Богістон — селище
- Брічмулла — селище міського типу
- Бука — місто
- Газалкент — місто
- Гульбахор — населений пункт міського типу
- Дустабад — місто
- Іскандар — селище
- Карабулак — селище
- Келес — місто
- Кібрай - селище
- Кумишкан — селище
- Красногорськ (Красногорський) — селище
- Нанай — селище
- Нурафшан — місто
- Нурабад — населений пункт міського типу
- Невіч — селище
- Обирахмат — селище
- Паркент — місто
- Піскент — місто
- Салар — селище
- Сукок — селище
- Сіджак — селище
- Тойтепа — місто
- Чіназ — місто
- Чарваки — місто
- Чирчик — місто
- Янгіабад — місто
- Янгібазар — місто
- Янгіюль — місто

## Історія адміністративного поділу
- До кінця 1938 року область включала Ак-Курганський, Ахан-Гаранський, Беговатський, Верхньо-Чирчикський, Калінінський, Мірзачульський, Нижньо-Чирчикський, Орджонікідзевський, Паркентський, Пскентський, Середньо-Чирчикський, Хавастський, Чиназький та Янги-Юльський обласного підпорядкування Ташкент, Чирчик та Янгі-Юль.

- У 1939 році був утворений Сирдар'їнський район, в 1941 - Карасуйський і Ташкентський, в 1943 - Букінський, в 1952 - Верхньо-Волинський і Гулістанський, в 1953 - Жовтневий і Урта-Сарайський, в 1955 - Статус міст обласного підпорядкування отримали: 1945 — Бекаба́д, 1946 — Ангрен, 1951 — Алмалик, 1952 — Мірзачуль, 1957 — Янгієр.

- У 1956 році з Казахської РСР до Ташкентської області було передано Бостанлицький район.

- У 1957 році  було скасовано Ахангаранський район, 1959 — Баяутський, Верхньоволинський, Калінінський, Карасуйський, Мірзачульський, Жовтневий, Паркентський, Урта-Сарайський та Хавастський райони.

- У 1961 році були утворені Ахангаранський, Калінінський, Комсомольський та Янгієрський райони. Місто Мирзачуль було перейменовано на Гулістан.

- У грудні 1962 року  були скасовані Ахангаранський, Біговатський, Бостанлицький, Комсомольський, Нижньо-Чирчикський, Орджонікідзевський, Пскентський, Ташкентський та Чиназький райони.

- 16 лютого 1963 року до Сирдар'їнської області було передано Гулістанський, Сирдар'їнський, Янгієрський райони та міста Гулістан та Янгієр.

- У 1963 році був утворений Беговатський район, в 1964 - Орджонікідзевський, в 1968 - Бостанлицький, в 1970 - Пскентський, в 1971 - Ахангаранський, в 1973 - Нижнічирчик і Чиназький, в 1975 - Ташкентський. 1976 року статус міста обласного підпорядкування отримав Ахангаран.

- У 1978  році Верхньочирчикський район був перейменований на Комуністичний, а Нижньочирчикський — на Галабінський.

- У 1979 році було створено Паркентський район. У 1986 р. статус міст обласного підпорядкування отримали Наріманов і Янгіабад.

## Палеоантропологія та археологія
- На околицях селища Обирахмат (Аурахмат) Бостанлицького району в гроті Оби-Рахмат було знайдено останки хлопчика 9—12 років, схожого і на неандертальця, і на кроманьйонця. Вік останків - щонайменше 50 тисяч лет.

- У культурних прошарках верхньопалеолітичної стоянки Кульбулака виявлено очажні плями, навколо яких концентрувалася основна життєдіяльність людей епохи пізнього палеоліту.
- Мавзолей Шоабдумалік ота - ісламський культовий центр, мавзолей та археологічний пам'ятник, розташований приблизно за 40 км. від Ташкента Ахангаранським шосе, на правобережжі долини річки Ахангаран.

- До епохи бронзи відноситься курганне скорчене поховання бл. Янги-юля в Ташкентській області, яке за ритуалом поховання найближче до поховань зрубно-хвалинської культури Південного Поволжя.

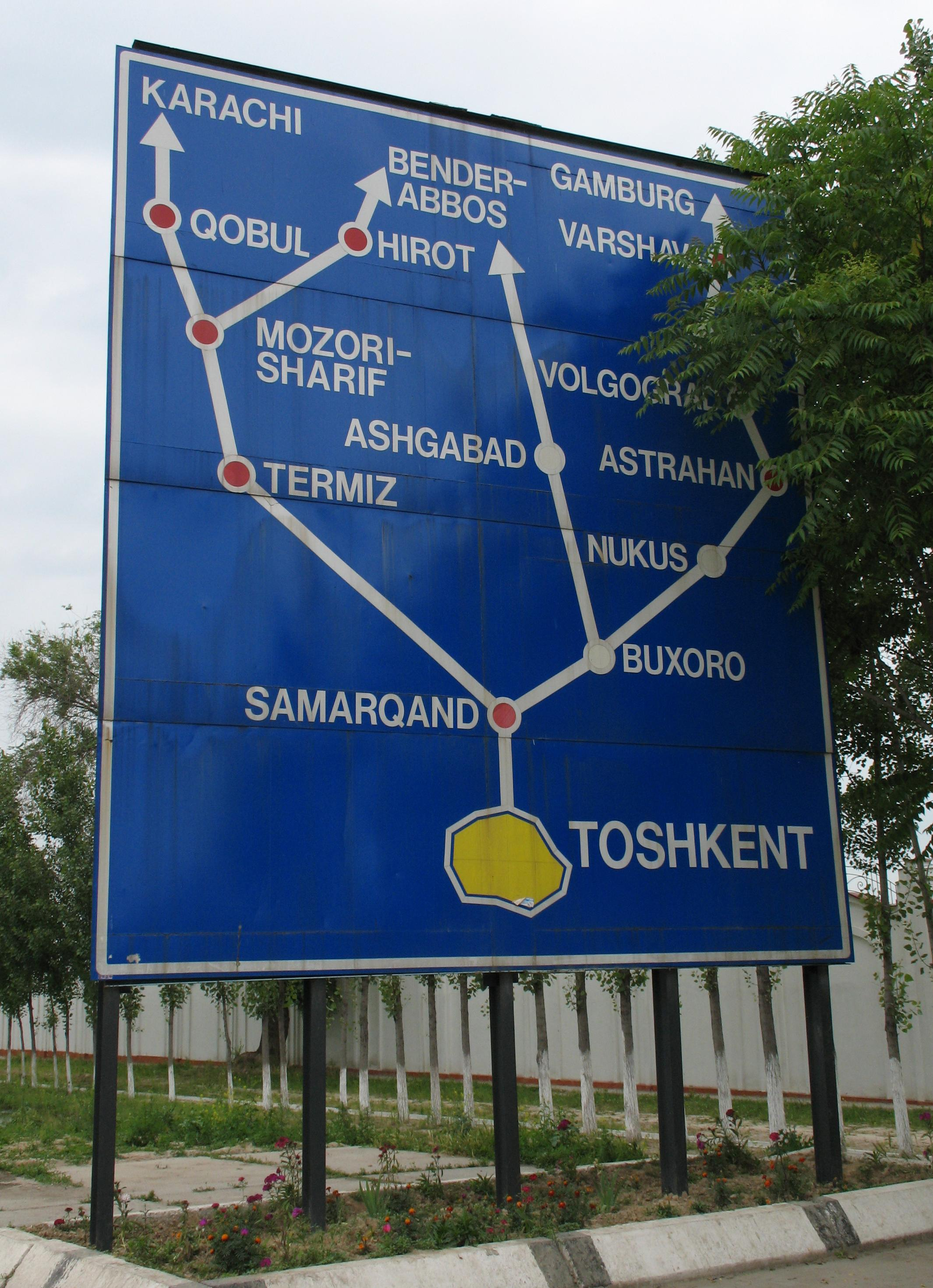

## Економіка
У Ташкентській області розташований виробничий кластер Агентства оборонної промисловості при Міністерстві оборони Республіки Узбекистан.

## Транспорт
- Протяжність залізниць — понад 360 км
- Протяжність автомобільних доріг — 3771 км

## Керівництво Ташкентської області

### Голови облвиконкому
1. Ніязов Зія (березень 1938 — вересень 1938)
2. Тургунов Мавлян (1944 — 1947)
3. Ісамухамедов Мухитдін (1947 — 194.8)
4. Турдиєв Халіл (лютий 1949 — 1950)
5. Файзуллаєв Закірілла (1950 — 195.2)
6. Джалілов Хакім (1954 — 1956)
7. Ходжаєв Фахмутдін Ходжайович (1956 — 1957)
8. Джалілов Хакім (1957 — 1961)
9. Іргашев Хідір-Алі (1961 — 1962)
10. Шайхов Еркін Турдийович (березень 1962 — 24 грудня 1962)
11. Ходжаєв Агзам Ашрафович (промисловий) (24 грудня 1962 — грудень 1964)
12. Шайхов Еркін Турдийович (сільський) (24 грудня 1962 — грудень 1964)
13. Шайхов Еркін Турдийович (грудень 1964 — 24 лютого 1971)
14. Асамов Салахітдін (24 лютого 1971 — 1974)
15. Юсупов Пулат Юнусович (1974 — 1978)
16. Алімов Тимур Агзамович (1978 — січень 1985)
17. Саїдходжаєв Абдулхамід (січень 1985 — 1986)
18. Абдурахманов Пулат Маджитович (1986 — січень 1989)
19. Сайдалієв Сайфулла Довірович (1989 — липень 1991)
20. Рузиєв Еркін Махмудович (липень 1991 — 1992)

### Голови обласної ради народних депутатів
1. Мамарасулов Саліджан (березень 1990 — липень 1991)
2. Сайдалієв Сайфулла Довірович (липень 1991 — лютий 1992)

### 1-і секретарі обкому КП Узбекистану
1. Юсупов Усман (січень 1938 — листопад 1943)
2. Мавлянов Абдуразак (1943 — 21 лютого 1946)
3. Джураєв Хасан (21 лютого 1946 — 1947)
4. Нурутдінов Сіродж (1947 — 1949)
5. Токтобаєв Азіз (березень 1949 — 4 вересня 1950)
6. Мухітдінов Нуритдін Акрамович (4 вересня 1950 — травень 1951)
7. Махмудов Насир (травень 1951 — вересень 1952)
8. Алімов Аріф (вересень 1952 — лютий 1956)
9. Нурутдінов Сіродж (лютий 1956 — 23 березня 1959)
10. Гуламов Расул (23 березня 1959 — лютий 1961)
11. Абдуразаков Малік Абдуразакович (лютий 1961 — 24 грудня 1962)
12. Каймаков Петро Васильович (промисловий) (24 грудня 1962 — грудень 1964)
13. Абдуразаков Малік Абдуразакович (сільський) (24 грудня 1962 — грудень 1964)
14. Абдуразаков Малік Абдуразакович (грудень 1964 — січень 1970)
15. Мусаханов Мірзамахмуд Мірзарахманович (29 січня 1970 — 22 січня 1985)
16. Алімов Тимур Агзамович (22 січня 1985 — 10 вересня 1988)
17. Міркасимов Мірахат Мірхаджийович (10 вересня 1988 — 28 жовтня 1989)
18. Мамарасулов Саліджан (28 жовтня 1989 — 16 липня 1991)
19. Сайдалієв Сайфулла Довірович (19 липня 1991 — 14 вересня 1991)

### Хокіми (губернатори)
1. Сайдалієв Сайфулла Довірович (8 лютого 1992 — 9 грудня 1993)
2. Ікрамов Мірзамурод Бердимуродович (9 грудня 1993 — 9 січня 1995)
3. Рузієв Еркін Махмудович (9 січня 1995 — 9 листопада 1998)
4. Мірзакулов Уммат Маматкулович (12 січня 2000 — 29 січня 2004)
5. Туляганов Козім Носірович (29 січня 2004 — 7 листопада 2005)
6. Куччієв Мірзамашрап Раззакович (7 листопада 2005 — 22 грудня 2006)
7. Ніязов Зієвуддін Кучкарович (22 грудня 2006 — 2008)
8. Холматов Рустам Курбонназарович (16 грудня 2008 — 2013)
9. Усманов Ахмад Тугілович (1 квітня 2013 — 4 лютого 2016)
10. Абдуллаєв Содик Собітович (4 лютого — 12 серпня 2016)
11. Ергашходжаєв Ісламджан Джасурович (в. о.) (12 серпня — 15 грудня 2016)
12. Бабаєв Шукурулло Хабібуллаєвич (15 грудня 2016 — 30 жовтня 2017)
13. Ібрагімов Гуломжон Іномович (30 жовтня 2017 — 4 червня 2019)
14. Холматов Рустам Курбонназарович (в.о. 4 червня 2019 — 14 січня 2020, 14 січня 2020 — 30 січня 2021).
15. Хідоятов Даврон Абдулпаттахович  (в.о. 30 січня 2021 — 19 березня 2021, 19 березня 2021 — 18 листопада 2021)
16. Мірзаєв Зоїр Тоїрович (з 18 листопада 2021 року)